# Catherine Feeny
Catherine Feeny (1976) è una cantautrice statunitense.

## Biografia
È cresciuta a Norristown, Pennsylvania, ha studiato a Washington, DC, e si è trasferita a Los Angeles, dove ha iniziato a scrivere canzoni.
Da adolescente, prima di intraprendere la carriera solista, ha suonato in diverse band, tra cui LAMPshADE. Il suo primo album Catherine Feeny è stato prodotto dal collega cantautore Joe Purdy ed è stato pubblicato nel Regno Unito nel gennaio del 2003. Poco dopo, ha incontrato il produttore Sebastian Rogers, che ha prodotto il suo secondo album Hurricane Glass, che è stato pubblicato sempre nel Regno Unito nel giugno 2006. L'album include il singolo Mr Blue, che compare nei film Running with Scissors (2006) e Miss Conception (2008), così come nella scena finale del finale della serie animata per adulti BoJack Horseman nel 2020.
Ha originariamente lanciato Hurricane Glass con l'etichetta del suo manager Tallgrass Records prima di firmare per la EMI nel 2007. È pubblicata da Warner-Chappell.
Feeny ha vissuto a Norwich per diversi anni prima di trasferirsi nel 2008 in Oregon, dove ha pubblicato il suo terzo album, intitolato People in the Hole. La traccia del titolo e l'unico singolo dell'album è stato presentato nella serie televisiva americana Mercy e One Tree Hill.
Dopo essersi trasferito in Oregon, Feeny e il produttore Sebastian Rogers si sono sposati e hanno formato la band Come Gather Round Us con Jon Neufeld ( Black Prairie ) e Mike Danner. La band ha pubblicato due album folk, Remember Where You Are e Despair?.
Feeny e Rogers sono andati a New York nell'ottobre 2011 per partecipare alle proteste di Occupy Wall Street e hanno dormito nel Parco Zuccotti fino a quando loro e altri manifestanti sono stati arrestati e rimossi con la forza il 15 novembre. Questa esperienza è stata il catalizzatore del quarto album di Feeny, America, che è stato registrato a Portland, in Oregon, al Bungalow 9 con i musicisti Matt Carson, Nate Crockett (Horsefeathers) e Daniel Dixon (Greylag), e il produttore Sebastian Rogers.
Mentre si trovava a Occupy Wall Street, Feeny ha incontrato il drammaturgo e attivista Eve Ensler ( Vagina Monologues ). Dopo aver ascoltato l'inno "United" ispirato a Feeny Occupy, Ensler le commissionò di scrivere una canzone per la sua organizzazione internazionale One Billion Rising, che si occupa di porre fine alla violenza sulle donne.
Ha fatto tournée con Hal, Aberfeldy, Martha Wainwright, Dr. John, John Prine, Suzanne Vega e The Hotel Cafe Tour . Ha affiancato Kelly Jones degli Stereophonics nel tour "Only The Names Have Been Change".

## Discografia

### Album
- 2003 – Catherine Feeny
- 2006 – Hurricane Glass
- 2009 – The People in the Hole
- 2012 – America

### EP
- 2008 – Empty Buildings

### Singoli
- 2006 – Hurricane Glass
- 2007 – Mr. Blue
- 2007 – tocca Indietro